# Remedium (album Tau)
Remedium – trzeci studyjny album (a pierwszy po zmianie pseudonimu) polskiego rapera Tau wydany 3 grudnia 2014 roku nakładem jego własnej wytwórni Bozon Records. Gościnnie na płycie pojawili się Kali, Bezczel, Buka, Paluch, Zeus, piosenkarka Agnieszka Musiał oraz amerykański zdobywca nagrody Grammy Lecrae. Z początku na płycie mieli się pojawić radomski raper KęKę oraz Peja, jednak ich udział został później odwołany.
Remedium było promowane czterema singlami: „Logo Land”, wydanym 24 września 2014 roku, „List motywacyjny” z gościnnym udziałem Palucha, który ukazał się 28 października 2014 roku, „BHO” z gościnną zwrotką Bezczela, który został udostępniony 10 listopada 2014 roku oraz „Remedium” wydany 2 grudnia 2014 roku. Do wszystkich utworów zrealizowano teledyski. W przeciwieństwie do poprzednich albumów rapera, gdzie za warstwę muzyczną w całości odpowiadał Tau, na Remedium pojawia się kilku producentów takich jak Zdolny, Chris Carson oraz Gawvi ze Stanów Zjednoczonych, którzy praktycznie zrezygnowali z używania sampli na rzecz syntezatorów oraz żywych instrumentów.
Album zadebiutował na 4. miejscu notowania OLiS, co było wtedy największym sukcesem w dorobku rapera.

## Lista utworów
| Nr  | Tytuł utworu                                                 | Producent    | Długość |
| --- | ------------------------------------------------------------ | ------------ | ------- |
| 1.  | „Pierwsze tchnienie”                                         | Tau          | 4:42    |
| 2.  | „Bóg rapu”                                                   | Tau          | 4:31    |
| 3.  | „Lato 2000”                                                  | Tau          | 4:13    |
| 4.  | „Made in Serce” (gościnnie Zeus / wokalizy Agnieszka Musiał) | Zdolny       | 4:41    |
| 5.  | „Logo Land”                                                  | Zdolny       | 3:45    |
| 6.  | „BHO” (gościnnie Bezczel, Klaudia Duda)                      | Tau          | 4:58    |
| 7.  | „Magiczne słowa”                                             | Zdolny       | 3:29    |
| 8.  | „Maria Konopnicka” (gościnnie Buka)                          | Zdolny       | 4:57    |
| 9.  | „Godline” (gościnnie Lecrae)                                 | Gawvi        | 3:52    |
| 10. | „List motywacyjny” (gościnnie Paluch)                        | Tau, Zdolny  | 4:54    |
| 11. | „Ostatni raz” (wokalizy Agnieszka Musiał)                    | Tau          | 5:33    |
| 12. | „Łzy” (wokalizy Agnieszka Musiał)                            | Tau          | 4:44    |
| 13. | „Nawigator” (gościnnie Kali)                                 | Chris Carson | 2:58    |
| 14. | „Remedium”                                                   | Tau          | 4:18    |
| 15. | „Radio Kielce”                                               | Tau          | 4:04    |
| 16. | „Cudotwórca” (wokalizy Agnieszka Musiał)                     | Tau          | 5:43    |
| 17. | „Puk puk” (wokalizy Agnieszka Musiał, Kamila Pałasz)         | Tau          | 6:14    |
|     |                                                              |              | 1:17:36 |

## Twórcy
| Muzycy - Tau – rap, teksty, muzyka, producent wykonawczy - Zeus – rap, teksty - Kali – rap, teksty - Bezczel – rap, teksty - Buka – rap, teksty - Lecrae – rap, teksty - Paluch – rap, teksty - Agnieszka Musiał – wokalizy - Kamila Pałasz – wokalizy - Klaudia Duda – sopran - Cabatino – bas (utwory: 3, 10) - Piotr Restecki – gitara akustyczna (utwór: 10) | Kwestie techniczne - Marek Dulewicz – miks, mastering - Jacob „Biz” Morris – miks (utwór: 9) - Wojciech Niebelski – realizator nagrań - Karolina Wilczyńska – fotografia - SewerX – Projekt okładki - Wydawca: Bozon Records - Dystrybucja: Step Records Miejsca nagrywania - Wokale nagrano w United Records w Kielcach |

## Notowania
| Notowanie     | Pozycja |
| ------------- | ------- |
| Polska (OLiS) | 4       |